# Bletia coccinea
Bletia coccinea är en orkidéart som beskrevs av Juan José Martinez de Lexarza. Bletia coccinea ingår i släktet Bletia och familjen orkidéer. Inga underarter finns listade i Catalogue of Life.